# Andrzej Budziński
Andrzej Antoni Budziński (ur. 13 kwietnia 1947) – polski ekonomista, urzędnik państwowy i menedżer, doktor nauk ekonomicznych, w latach 1991–1992 podsekretarz stanu w Ministerstwie Współpracy Gospodarczej z Zagranicą.

## Życiorys
W 1970 ukończył studia na Wydziale Handlu Zagranicznego Szkoły Głównej Planowania i Statystyki. Został adiunktem na tej uczelni i w 1976 obronił na niej doktorat. W latach 1977–1992 pracował w Ministerstwie Handlu Zagranicznego i Ministerstwie Współpracy Gospodarczej z Zagranicą, w tym od 1982 do 1986 na stanowisku radcy handlowego w ambasadzie PRL w Waszyngtonie. Od 1987 do 1990 zajmował stanowisko dyrektora departamentu ekonomicznego, a od stycznia 1991 do stycznia 1992 podsekretarza stanu w resorcie współpracy gospodarczej z zagranicą. Od 1992 związany z przedsiębiorstwem Rolimpex, pełnił w nim kolejno funkcje: dyrektora biura w Brukseli, członka zarządu, wiceprezesa i od 2001 prezesa. Został także członkiem zarządu Polskiej Federacji Producentów Żywności.
W 2001 odznaczony Krzyżem Kawalerskim Orderu Odrodzenia Polski za wybitne zasługi dla rozwoju gospodarki narodowej.